# Васил Маринов
Васил Х. Маринов е български юрист, председател на ВКС на България (10 септември 1913 – 2 март 1927).

## Биография
Завършва право в Новорусийския университет в Одеса, кандидат на правните науки, съдия и прокурор в Софийския окръжен съд, съдия във Върховния касационен съд, почетен член на Сдружението на българските съдии, доцент във Висшето училище в София, награден с офицерски кръст от ордена „Свети Александър“. Председател на Върховния касационен съд на България от 1913 до 1927 г.